# Cathédrale de la Sainte-Famille de Banjarmasin
Cette  cathédrale n’est pas la seule cathédrale de la Sainte-Famille.
La cathédrale de la Sainte-Famille de Banjarmasin (en indonésien : Gereja Katedral Keluarga Kudus), située dans la province de Kalimantan du Sud en Indonésie, est la cathédrale du diocèse de Banjarmasin créé en 1961 par la bulle Quod Christus du pape Jean XXIII.
Elle fut construite sur les plans de l'architecte Jo Roestenhurg dans un style néo-gothique.
La cathédrale fut consacrée le 28 juin 1931.

### Articles liés
- Sainte Famille
- Cathédrale de la Sainte-Famille
- Liste des cathédrales d'Indonésie
- Église catholique en Indonésie